# Ben Miller
Bennet Evan Miller, nacido en Londres, 24 de febrero de 1966, es un cómico, actor y director británico.

## Biografía
Miller nació en Londres, Inglaterra, y se crio en Nantwich, Cheshire. Su abuelo paterno fue un lituano que se dedicaba a la sastrería y que vivía en East End de Londres; su padre, Michael Miller, fue profesor de Literatura americana en la Universidad de Birmingham, y su madre, galesa, Marion, enseñó inglés en el colegio de South Cheshire. Tiene dos hermanas menores, Leah y Bronwen.
Fue educado en la Escuela Malbank, su escuela local de Nantwich. Después estudió Ciencias Naturales en la universidad de St Catharine, donde coincidió con Rachel Weisz. Permaneció en Cambridge para estudiar un doctorado en física cuántica sobre los sistemas electrónicos."

### Carrera
La carrera de Miller comenzó mientras estudiaba el doctorado en física cuántica en la universidad de St Catharine, cuando un amigo le pidió que le ayudara para un festival de artes. Se unió, con su socio y compañero de estudios de Cambridge Alexander Armstrong, a un club de la comedia que se desarrolló en el Gate Theatre Studio, (Notting Hill)a lo largo de la década de los 1990. Realizaron su primer show en el Fringe de Edimburgo en 1994 y regresaron en 1996, cuando fueron nominados para el Perrier Comedy Award.
Su éxito dio lugar a la puesta en marcha de la serie de televisión Armstrong y Miller, que duró cuatro temporadas en total durante toda la década de los 90 y principios de 2000, una temporada en la Paramount Comedy y tres en el Channel 4. El dúo tuvo su propio programa de radio con el mismo nombre en BBC Radio 4 en 1998 y un segundo espectáculo Children's Hour con Armstrong y Miller que hicieron más adelante en el mismo año. Después de una pausa de seis años, el espectáculo fue reanudado por Producciones Hattrick bajo el nombre de The Armstrong and Miller Show, para la cadena BBC1 en otoño de 2007, y octubre de 2009.
En 2001 actuó en el primer largometraje de Steve Coogan, la comedia británica The Parole Officer. En 2003 interpretó el papel de "Bough", el compañero de Rowan Atkinson en el película Johnny English. En 2004 fue coprotagonista en El príncipe y yo. En 2004 y 2005, protagonizó dos series consecutivas para la cadena BBC: La peor semana de mi vida, junto a Sarah Alexander. En 2006 realizó tres especiales de Navidad llamados ,Las peores navidades de mi vida. En 2007 hizo el papel de James Lester en el drama Razzle Dazzle: A Journey into Dance como el Sr. Jonathan.

### Premios
Miller recibió un premio por su interpretación de Hamlet en 1990 National Student Drama Festival. Él coescribió MindGym, ganador del primer Premio BAFTA Interactive en 1998, con Tim Wright y Adam Gee. Él y Armstrong ganaron un premio BCA por "El Show Armstrong y Miller."

### Vida extraprofesional
Miller se casó con Belinda Stewart-Wilson, quien actuó junto a Miller en la serie 3 de Primeval. La pareja tuvo un hijo, Jackson, nacido en 2006. Tras divorciarse en 2011, Miller contrajo matrimonio en 2013 con la productora Jessica Parker, hija del músico británico Alan Parker. Tiene dos hijos con su segunda pareja.
Miller tiene talento para la música y toca la guitarra y el tambor.

## Filmografía

### Cine
- 1999: Guns 1748
- 2000: Jimmy Grimble
- 2001: The Parole Officer
- 2003: Johnny English
- 2004: El príncipe y yo
- 2007: Razzle Dazzle: A Journey into Dance
- 2015: Nuestro último verano en Escocia
- 2018: Johnny English Strikes Again
- 2022: This Is Christmas

### Televisión
- 2004: Miss Marple: Basil Blake (temporada 1)
- 2006: Popetown (serie de animación): Sacerdote
- 2006 - 2011: Mundo primitivo o Invasión jurásica serie de televisión: Sir James Lester
- 2011 - 2013: Crimen en el paraíso serie de televisión: Richard Poole
- 2014: Doctor Who (temporada 8, episodio 3: "El robot de Sherwood")[17]
- 2020: Bridgerton serie de televisión: Lord Featherington